# Baudouin de Béthune

Wappen Baudouins de Béthune

Baudouin de Béthune (deutsch: Balduin, englisch: Baldwin; † 13. oder 14. Oktober 1212 in Burstwick) war ein französischer Ritter, Graf von Aumale und Baron von Holderness im Recht seiner Frau.
Baudouin entstammte der einflussreichen Adelsfamilie Béthune aus dem Artois, die in Béthune ihren Stammsitz hatte. Er war der Sohn des Sire Robert V. von Béthune (gen. der Rote) und der Adelheid von Saint-Pol. Seine Brüder waren:
- die zukünftigen Sires von Béthune, Robert VI. († 1193) und Guillaume II. († 1214)
- der berühmte Trouvère und Kreuzfahrer Conon († 1219/20)
- sowie Jean III., Bischof von Cambrai († 1219)

## Leben
Baudouin nahm 1179 an dem großen Turnier von Lagny-sur-Marne teil, das vom Grafen der Champagne veranstaltet wurde. Dabei machte er die Bekanntschaft des berühmten Ritters William Marshal (Guillaume le Maréchal), mit dem er sich anfreundete. Dadurch geriet Baudouin in das Umfeld der Plantagenets und trat in die Dienste des englischen Königs Heinrich II. Plantagenet, dem er einer seiner treusten Ritter wurde. Nachdem Marshal 1188 das Angebot des Königs, die Erbin der Seigneurie von Châteauroux zu heiraten, ablehnte, wurde Baudouin ihre Hand angetragen. Die Burg von Châteauroux wurde allerdings schon im selben Jahr von König Philipp II. von Frankreich erobert. An der Seite Marshals kämpfte Baudouin 1189 für den König gegen dessen rebellierenden Sohn, Herzog Richard Löwenherz von Aquitanien, und dessen Verbündeten, König Philipp II. von Frankreich. Dabei deckten die zwei Ritter am 12. Juni 1189 in Le Mans die Flucht ihres Königs, der dort von seinen Feinden überrascht wurde. Dabei trugen sie nacheinander einen Zweikampf gegen den Ritter André de Chauvigny aus, der nicht nur ein Gefolgsmann Richard Löwenherz war, sondern von diesem auch die Hand der Erbin von Châteauroux versprochen bekam. Marshal konnte Chauvigny vom Pferd stoßen und gefangen nehmen.
Am 6. Juli 1189 war Baudouin, neben Marshal und dem Bastard Geoffrey, einer der letzten Getreuen am Totenbett König Heinrichs II. in Chinon. Er trat danach in den Dienst des neuen Königs Richard Löwenherz. Das bedeutete allerdings das Ende seiner Verlobung mit der Erbin von Châteauroux, die mit Chauvigny verheiratet wurde.
An der Seite Richard Löwenherz’ nahm Baudouin am dritten Kreuzzug teil. Begleitet wurde er dabei von seinem Vater Robert V. und seinen Brüdern Guillaume II. und Conon, die im Gefolge ihres Lehnsherren, Graf Philipp I. von Flandern, reisten. Bei der Belagerung von Akkon starb 1191 der Vater, von dem Baudouin die Burg von Chocques als Erbe erhielt. Aber auch Graf Philipp starb in diesem Kampf, was für die Béthune’ folgenreich war. Denn das Artois galt als Mitgift der verstorbenen Königin von Frankreich und wurde nun von deren Ehemann, König Philipp II., im Namen beider Sohnes beansprucht. Der neue Graf von Flandern, Balduin IX., wollte dies nicht akzeptieren und löste damit einen Konflikt mit der französischen Krone aus, indem sich die Béthune’ wechselseitig positionierten. Baudouin selbst blieb ein Ritter von Richard Löwenherz.
Auf der Rückreise in die Heimat war Baudouin einer der vier Begleiter Richards. Bei der Durchquerung Österreichs führte er die Reisegesellschaft an, während der König ihm als „Kaufmann Hugo“ folgte. Dennoch wurden sie am 21. Dezember 1192 enttarnt und von Herzog Leopold V. festgenommen. Im Gegensatz zum König wurde Baudouin bald freigelassen; dennoch blieb er an der Seite des Königs, der bald an den Kaiser Heinrich VI. ausgeliefert wurde. Im Juni 1193 konnte er in Worms an den Verhandlungen zwischen dem Kaiser und Richard über die Freilassungsbedingungen teilnehmen. Richard wurde im Frühjahr 1194 freigelassen, Baudouin wurde in die Geiselhaft dem Herzog von Österreich gestellt, zu der sich auch die Welfensöhne Otto und Wilhelm gesellten, als Unterpfand für das noch dem Herzog von Österreich zu entrichtende Lösegeld. Als Richard die Zahlung weiter verschleppte, drohte der Herzog mit der Hinrichtung der Geiseln. Die vom Papst gegen ihn ausgesprochene Exkommunikation beeindruckte ihn nicht. Baudouin wurde vom Herzog im Herbst 1194 an den Hof König Richards entsandt, den er in Rouen in der Normandie erreichte. Nachdem Baudouin den König von den Absichten Leopolds unterrichtete, erhielt er das Lösegeld und machte sich auf den Weg nach Österreich. In seiner Begleitung befand sich Richards Nichte, Eleonore von der Bretagne (die mit dem Herzogssohn Friedrich verheiratet werden sollte), und die Tochter von Isaak Komnenos, dem ehemaligen Kaiser von Zypern (eine Verwandte des Österreichers). Als er Wien im Frühjahr 1195 erreichte, war Leopold nach einem Reitunfall verstorben. Der neue Herzog Friedrich I. verzichtete auf die beiden Prinzessinnen, nahm aber das Geld und ließ die insgesamt sechs Geiseln frei, die Baudouin nach Frankreich geleitete.
Dort unterstützte Baudouin nun Richard Löwenherz im Kampf gegen König Philipp II. August. Dabei wurde er Ende 1195 oder Anfang 1196 auf Veranlassung Richards mit der Gräfin Hawise von Aumale verheiratet, wodurch er in ihrem Recht selbst die Grafenwürde führen konnte. Die Burg von Aumale galt nicht nur als besonders stark, sie lag auch strategisch wichtig im Grenzraum der oberen Normandie zur französischen Krondomäne. Aber schon im Juni 1196 wurde Aumale von einem Heer des Königs von Frankreich eingeschlossen. Richard zog eilends mit einem Heer heran, um die Burg zu entsetzen. Bei dem anschließenden Kampf vor der Burgmauer wurde er von dem bretonischen Ritter Alain de Dinan aus dem Sattel geworfen. Um einer Gefangenschaft zu entgehen, entschloss sich Richard für einen Rückzug. Kurz darauf musste sich die Besatzung der Übermacht ergeben und händigte die Burg an den Gegner aus. Die Grafschaft Aumale ging dauerhaft verloren, sie wurde später von König Philipp II. an den Grafen Rainald I. von Dammartin vergeben.
Baudouin zog sich auf die englischen Besitzungen seiner Frau zurück und blieb nach dem Tod Richards (1199) noch bis 1205 in den Diensten König Johann Ohnelands.
Aus seiner Ehe mit Hawise d'Aumale († 1214) hatte er eine Tochter:
- Alice de Bethune († um 1216, bestattet in St Paul’s Cathedral), ⚭ 1214 mit William Marshal, 2. Earl of Pembroke, († 1231)

Alice erbte lediglich die väterliche Burg von Chocques im Artois. Holderness ging an William de Forz, einem Sohn von Hawise aus der vorangegangenen Ehe mit Guillaume de Forz, der auch den anglisierten Titel eines Count of Aumale weiterführte.

## Quelle
- Roger von Hoveden, Chronica magistri Rogeri de Houedene, hrsg. von William Stubbs in: Rolls Series 51 (1870), Vol. 3 („Chronica“)

## Weblink
- William Marshal, King Henry II and the Honour of Chateauroux von Nicholas Vincent (eng.) (Memento vom 10. Februar 2012 im Internet Archive)

| Personendaten    | Personendaten                                     |
| ---------------- | ------------------------------------------------- |
| NAME             | Baudouin de Béthune                               |
| ALTERNATIVNAMEN  | Baldwin de Bethune, Balduin von Béthune           |
| KURZBESCHREIBUNG | Graf von Aumale, Baron von Holderness und Skipton |
| GEBURTSDATUM     | 12. Jahrhundert                                   |
| STERBEDATUM      | 13. Oktober 1212 oder 14. Oktober 1212            |
| STERBEORT        | Burstwick                                         |